# Керстін Тіле
Керстін Тіле  (нім. Kerstin Thiele, 26 серпня 1986) — німецька дзюдоїстка, олімпійська медалістка.

## Виступи на Олімпіадах
| Олімпіада   | Дисципліна        | Місце |
| ----------- | ----------------- | ----- |
| Лондон 2012 | середня категорія | 2     |